# Freenet (Funkanwendung)
Freenet war ein Produktname der Firma Motorola und bezeichnet heute umgangssprachlich eine Jedermannfunkanwendung in Deutschland, die im Jahre 1996 auf Drängen von Motorola in einem Teilbereich der freigewordenen Frequenzen des ehemaligen Mobilfunk-B-Netzes eingerichtet wurde.

## Technisches und Nutzungsbedingungen
Für das Freenet waren ursprünglich nur drei Kanäle im 12,5-kHz-Raster freigegeben. Im Januar 2007 wurde die Kanalzahl auf sechs Kanäle erhöht. Seit dem 23. November 2016 dürfen diese sechs Kanäle neben der herkömmlichen analogen Sprachübertragung auch für digitale Sprachübertragung genutzt werden. Des Weiteren ist seitdem im selben Frequenzraum auf zwölf neu geschaffenen Kanälen im Bereich von 149,021875 MHz bis 149,115625 MHz digitaler Sprechfunk im 6,25-kHz-Raster zulässig.
Mit der Amtsblattverfügung Nr. 60/2019 hat die Bundesnetzagentur (BNetzA) die Nutzungsbedingungen für den Freenet-Funk angepasst. So wurde die maximale äquivalente Strahlungsleistung (ERP) von 0,5 Watt auf 1 Watt erhöht. Das Verbot der Freenet-Nutzung im Schwarzwald und auf der Schwäbischen Alb in Lagen oberhalb von 600 m wurde aufgehoben. In 10 km Grenzabstand zu Belgien und Polen sind jedoch weiterhin lediglich 0,5 Watt Strahlungsleistung (ERP) gestattet. Des Weiteren beschränkt die Verfügung die Nutzung auf Sprachkommunikation mit Handsprechfunkgeräten.
Im Rahmen der Nachbarstaatenregelung dürfen keine schädlichen Störungen bei Frequenznutzungen in Nachbarstaaten verursacht werden. Wenn durch die Frequenznutzung Störungen bei Frequenznutzungen in Nachbarstaaten auftreten, hat der Frequenznutzer auf Aufforderung der Bundesnetzagentur unverzüglich den Sendebetrieb auf den beanstandeten Frequenzen einzustellen.
Freenet-Funkgeräte müssen den Anforderungen des Funkanlagengesetzes (FuAG) entsprechen. Es dürfen beispielsweise nur Funkanlagen verwendet werden, die für den Betrieb in der Bundesrepublik Deutschland vorgesehen und mit dem CE-Kennzeichen versehen sind. Zudem muss jedem Gerät eine Konformitätsbescheinigung beiliegen.
Mit Freenet-Geräten ist eine realistische Reichweite von 500 m bis 5 km (abhängig von Hindernissen wie Häusern oder Bäumen) erreichbar. Die Freiraumdämpfung ist nicht so hoch wie bei den auf höheren Frequenzen angesiedelten Jedermannfunkanwendungen SRD/LPD und PMR446. Die Antennen der Geräte sind oft abnehmbar, so dass man sie zur Erhöhung der Reichweite durch Antennen mit höherem Antennengewinn ersetzen kann. Dabei ist darauf zu achten, dass die effektive Strahlungsleistung nicht unzulässig hoch wird.

## Kanaltabelle
Die Kanäle liegen im 2-Meter-Band im Frequenzbereich des Betriebsfunks.

### Analoge Frequenznutzung
| Kanal (FM) | Mitten- frequenz (MHz) | Kanalbreite/ Kanalraster |
| ---------- | ---------------------- | ------------------------ |
| 1          | 149,0250               | 12,5 kHz                 |
| 2          | 149,0375               | 12,5 kHz                 |
| 3          | 149,0500               | 12,5 kHz                 |
| 4          | 149,0875               | 12,5 kHz                 |
| 5          | 149,1000               | 12,5 kHz                 |
| 6          | 149,1125               | 12,5 kHz                 |

### Digitale Frequenznutzung
| Kanal (TDMA) | Mitten- frequenz (MHz) | Kanalbreite/ Kanalraster |
| ------------ | ---------------------- | ------------------------ |
| 1            | 149,0250               | 12,5 kHz                 |
| 2            | 149,0375               | 12,5 kHz                 |
| 3            | 149,0500               | 12,5 kHz                 |
| 4            | 149,0875               | 12,5 kHz                 |
| 5            | 149,1000               | 12,5 kHz                 |
| 6            | 149,1125               | 12,5 kHz                 |

| Kanal (FDMA) | Mitten- frequenz (MHz) | Kanalbreite/ Kanalraster |
| ------------ | ---------------------- | ------------------------ |
| 1            | 149,021 875            | 6,25 kHz                 |
| 2            | 149,028 125            | 6,25 kHz                 |
| 3            | 149,034 375            | 6,25 kHz                 |
| 4            | 149,040 625            | 6,25 kHz                 |
| 5            | 149,046 875            | 6,25 kHz                 |
| 6            | 149,053 125            | 6,25 kHz                 |
| 7            | 149,084 375            | 6,25 kHz                 |
| 8            | 149,090 625            | 6,25 kHz                 |
| 9            | 149,096 875            | 6,25 kHz                 |
| 10           | 149,103 125            | 6,25 kHz                 |
| 11           | 149,109 375            | 6,25 kHz                 |
| 12           | 149,115 625            | 6,25 kHz                 |

## Relaisfunkstellen
Freenet bildet eine hervorragende Basis für Crossband-Jedermann-Relaisfunkstellen, sei es mit PMR446-Empfangskanal der Relaisfunkstelle und Freenet-Sendekanal der Relaisfunkstelle (also Empfangskanal der Benutzer) oder umgekehrt.  Eine solche Crossband-Relaisfunkstelle ist das Stadtrelais Oberursel.

## Gateways
Mitunter wird analoges Freenet auch dazu verwendet, um über HF-Gateways mittels IP-Telefonie weite Distanzen via Internet zu überbrücken. Dafür wird ein Programm (z. B. eQSO, FRN, TeamSpeak, Zello oder Mumble) eingerichtet, das die empfangenen Audiosignale  ins Internet einspeist und an einem anderen Ort über ein CB-Funk-, PMR446-, Freenet- oder LPD/SRD-Funkgerät wieder aussendet.

## Rechtliches

### Freenet im Ausland
Freenet ist eine nationale Funkanwendung, die nur in Deutschland zugelassen ist. Ausländische Telekommunikationsverwaltungen erteilen i. d. R. keine Erlaubnis für die Benutzung von Freenet-Geräten, weil die Frequenzen dort oft für andere Funkanwendungen vergeben sind. Für Funkbetrieb im Ausland empfiehlt sich PMR-Funk, dessen Nutzung europaweit harmonisiert ist, oder CB-Funk, bei welchem jedoch unterschiedliche nationale Regelungen zu beachten sind.

### Funkbetrieb im Auto
Das sogenannte Handyverbot am Steuer gilt grundsätzlich auch für die Nutzung von Funkgeräten in Kraftfahrzeugen. Bis zum 30. Juni 2021 waren sie noch explizit davon ausgenommen.